# Tècnica Dvorak

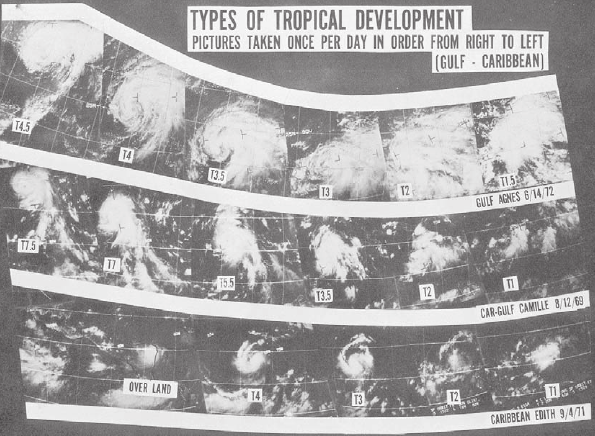
Imatge utilitzada originàriament per Dvorak que mostra l'evolució de tres sistemes

La tècnica de Dvorak, es va desenvolupar l'any 1974 per Vernon Dvorak, era un mètode d'avaluació subjectiva de la intensitat dels ciclons tropicals basada en l'estudi desl espectres visibles i infrarojos obtinguts pels satèl·lits meteorològics. Molts centres de previsió de ciclons de tot el món utilitzen aquesta tècnica.

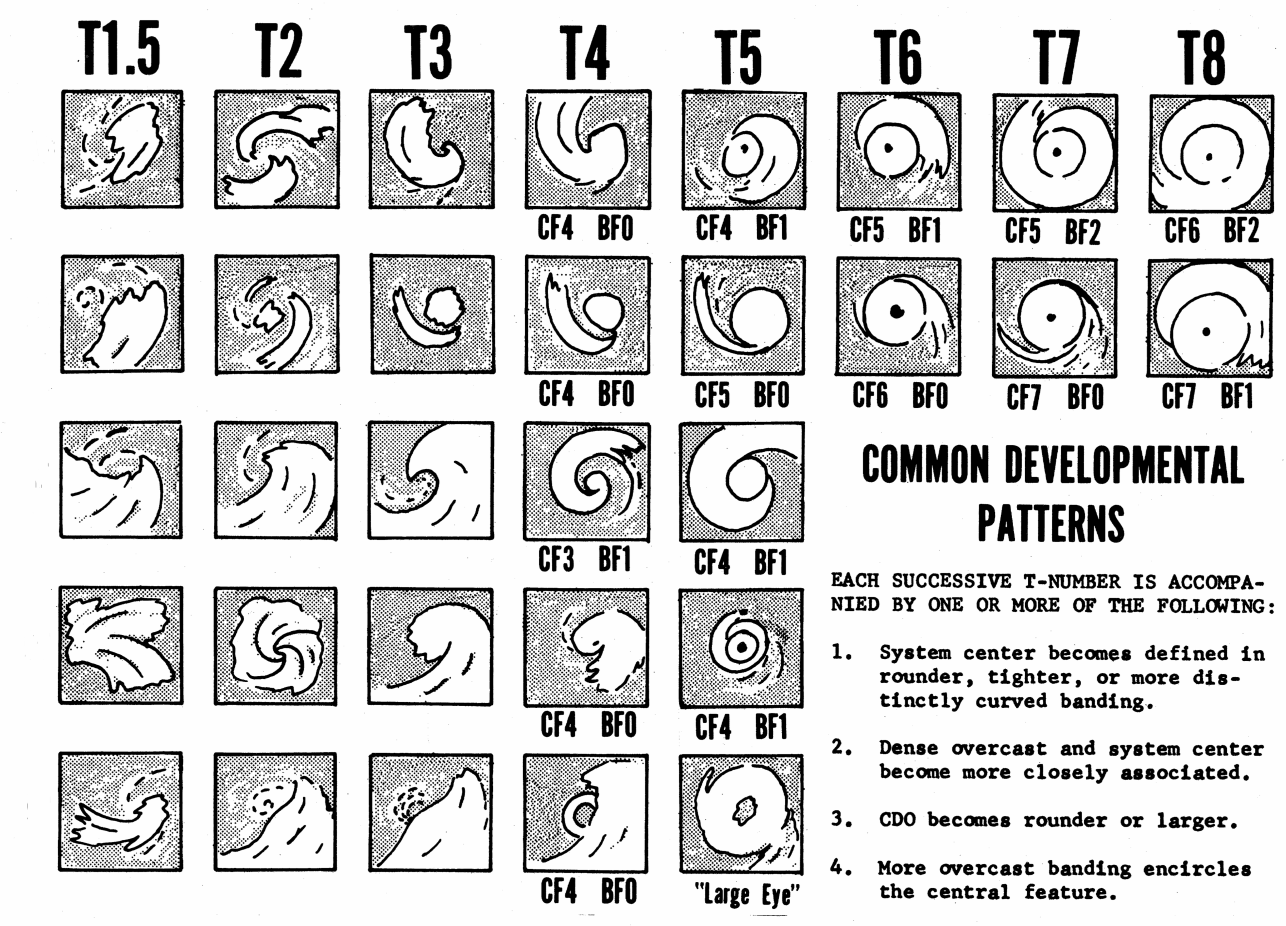
Patrons de desenvolupament dels ciclons i nombre T de Dvorak associats

## Descripció
| Categoria                                                        | Nombre T  | Vents (nusos) | Pressió mínima (hPa) | Pressió mínima (hPa) |
| Categoria                                                        | Nombre T  | Vents (nusos) | Atlàntic             | Pacífic nord-oest    |
| ---------------------------------------------------------------- | --------- | ------------- | -------------------- | -------------------- |
| Pertorbació tropical                                             | 0,0 - 0,9 | 10-20         | ----                 | 1008                 |
| "                                                                | 1,0 - 1,5 | 25            | ----                 | 1004                 |
| Depressió tropical                                               | 2,0       | 30            | 1009                 | 1000                 |
| Tempesta tropical                                                | 2,5       | 35            | 1005                 | 997                  |
| "                                                                | 3,0       | 45            | 1000                 | 991                  |
| "                                                                | 3,5       | 55            | 994                  | 984                  |
| Cicló tropical/Huracà/tifó Categoria 1                           | 4,0       | 65            | 987                  | 976                  |
| "                                                                | 4,5       | 77            | 979                  | 966                  |
| Categoria 2                                                      | 5,0       | 90            | 970                  | 954                  |
| Categoria 3                                                      | 5,5       | 102           | 960                  | 941                  |
| Categoria 4                                                      | 6,0       | 115           | 948                  | 927                  |
| "                                                                | 6,5       | 127           | 935                  | 914                  |
| Categoria 5/ Super tifó                                          | 7,0       | 140           | 921                  | 898                  |
| "                                                                | 7,5       | 155           | 906                  | 879                  |
| "                                                                | 8,0       | 170           | 890                  | 858                  |
| Nota: La pressió obtinguda en el Pacífic nord-oest és mñes baixa |           |               |                      |                      |

## Utilitat
- Els meteoròlegs troben el nombre T segons l'aparença de la configuració dels núvols ;
- La intensitat actual (IC). Per exemple, al Pacífic Nord-oest amb una configuració de T6,0 correspon a una intensitat actual de 115 nusos per minut associada a una pressió de l'ordre de 927 hPa segons la taula ;
- Quan els cicló està en desenvolupament, els nombres T i IC són idèntics. Quan un cicló s'afebleix la seva configuració nivosa disminueix i l'anàlisi Dvorak donarà un IC més gran que T.